# Quimilí
Quimilí ist die Hauptstadt des Departamento Moreno in der Provinz Santiago del Estero im nordwestlichen Argentinien. Sie liegt 202 Kilometer von der Provinzhauptstadt Santiago del Estero entfernt und ist über die Ruta Nacional 34 und die Ruta Nacional 89 mit ihr verbunden. In der Klassifikation der Gemeinden der Provinz ist sie als Gemeinde der 2. Kategorie eingeteilt.

## Bevölkerung
Quimilí hat 10.959 Einwohner (2001, INDEC), das sind 40 Prozent der Bevölkerung des Departamento Moreno.